# Găureni, Iași
Găureni este un sat în comuna Miroslava din județul Iași, Moldova, România.
Satul Găureni este amplasat la 2 km nord-vest de centrul comunei. Este atestat din 1583.